# 埃查里
埃查里（西班牙語：Echarri）是西班牙纳瓦拉的一个市镇。总面积2平方公里，总人口54人（2001年），人口密度27人/平方公里。